# Crissy Rock
Crissy Rock (Liverpool, 23 de setembro de 1958) é uma atriz, comediante e autora inglesa. Por sua atuação em Ladybird Ladybird, ela ganhou o Urso de Prata no 44º Festival de Cinema de Berlim.
Rock publicou sua autobiografia This Heart Within Me Burns em 2011.